# Xiaomi Mi Pad
Шаоми Ми Пед је таблет рачунар који производи Шаоми. То је први Шаоми таблет, а производи га Фокскон.

## Издање
Уређај је доступан у две величине складишта, 16 гигабајта и 64 гигабајта. Ми Пед је први пут представљен 5. маја 2014. године, а лансиран је у Индији 25. марта 2015. Изворни код за кернел који се користи у оперативном систему таблета објављен је у новембру 2016, отприлике 2 године након издавања уређаја. Измењени изворни код кернела који је лиценциран под ГПЛв2 захтева лиценцу да буде објављен.

## Карактеристике
Ми Пад има екран од 7,9 in (20 cm), са резолуцијом од 1536 х 2048, што резултира густином пиксела од 324 ппи. Ми Пад је први таблет пуштен на тржиште са чипом за који се тврди да надмашује и Иксбок 360 и ПС3, а истовремено троши знатно мање енергије.Ми Пад користи технологију детекције длана да спречи случајне додире док се држи таблет. Овај таблет долази без закључаног покретачког програма, тако да корисници могу да флешују прилагођене РОМ-ове на њему.